# 霍里亞鄉 (尼亞姆茨縣)
46°53′36″N 26°55′10″E / 46.8934°N 26.9195°E
霍里亞鄉（羅馬尼亞語：Comuna Horia, Neamț），是羅馬尼亞的鄉份，位於該國東北部，由尼亞姆茨縣負責管轄，面積40平方公里，海拔高度184米，2007年人口7,148，人口密度每平方公里177人。